# Sam Bockarie
Samuel „Sam“ „Mosquito“ Bockarie (* 10. Februar 1964 in Koidu im Distrikt Kono; † 5. Mai 2003 in Liberia), auch General Mosquito genannt, war einer der höchsten sierra-leonischen Generäle der Rebellengruppe Revolutionary United Front (RUF) im Bürgerkrieg in Sierra Leone.

## Leben
Der im Kono-Distrikt geborene Sam Bockarie war Sohn eines Bergarbeiters und trat zunächst in die Fußstapfen seines Vaters. 1985 gab er diese Arbeit auf, wurde professioneller Discotänzer und tourte durch viele Teile Sierra Leones. Schließlich zog er nach Liberia. Dort war er unter anderem tätig als Barbier, Elektriker und Barkeeper.
1989 schloss er sich der neu gegründeten Rebellengruppe RUF an, welche den Bürgerkrieg in Sierra Leone begann, und nahm innerhalb kurzer Zeit hohe Positionen ein. Er war bekannt für seine schnellen Angriffe aus dem Hinterhalt. Daraus resultierte der Name General Mosquito bzw. einfach nur Maskita (=Moskito). Bockarie arbeitete eng mit dem liberianischen Kriegsherrn und späteren Präsidenten Charles Taylor zusammen. Etliche Grausamkeiten sollen bei Angriffen unter der Leitung Bockaries geschehen sein. 
2003, kurz vor dem Ende des Bürgerkriegs, verließ Bockarie, der mittlerweile eine große Anhängerschaft unter den Rebellen gewonnen hatte, die Revolutionary United Front auf Grund von Uneinigkeiten in der Führung. Dies sorgte für Unverständnis sowohl innerhalb der RUF als auch auf liberianischer Seite. Bockarie verließ Sierra Leone und wechselte seinen Aufenthalt zwischen der Elfenbeinküste und Liberia. Mehrere hundert Rebellen folgten ihm.

### Anklage
Sam Bockarie wurde vom Ankläger des Sondergerichtshofs für Sierra Leone (SCSL) am 3. März 2003 angeklagt. Er wurde angeklagt wegen Verbrechen gegen die Menschheit, Verletzung des gemeinsamen Art. 3 der Genfer Konventionen, Verletzung des zweiten Zusatzprotokolls zu den Genfer Konventionen und anderer schwerer Verletzungen des humanitären Völkerrechts nach den Artikeln 2, 3 und 4 des SCSL-Status.
Die Anklageschrift beinhaltet folgende Punkte:
- Terroristische Akte und Kollektivbestrafung der Zivilbevölkerung (Punkte 1 und 2)
- Ausrottungsakte, vorsätzliche Tötung und andere Angriffe auf das Leben (Punkte 3 bis 5)
- Verletzung der sexuellen Unversehrtheit, darunter Vergewaltigung und sexuelle Versklavung (Punkte 6 bis 8)
- Angriffe auf die körperliche und geistige Unversehrtheit, darunter Amputation (Punkte 9 und 10)
- Anwerbung und Einsatz von Kindersoldaten jünger als 15 Jahre (Punkt 11)
- Plünderung (Punkt 12)
- Entführung und Geiselnahme (Punkt 13)
- Angriffe gegen das Personal der UNAMSIL (Friedenstruppe der Vereinten Nationen in Sierra Leone) (Punkte 14 bis 17).

Sam Bockarie soll für die aufgelisteten Verbrechen verantwortlich gewesen sein. Er habe sie geplant, angeregt oder angeordnet. Auch wenn seine Untergebenen sie begangen haben, so sei Sam Bockarie verantwortlich, denn er habe davon Kenntnis gehabt oder haben müssen und keinerlei Maßnahmen ergriffen, um sie zu verhindern.

### Ermordung
Aus diesen Gründen wurde Charles Taylor unter Druck gesetzt, Sam Bockarie auszuliefern. Kurz darauf kam die Meldung, dass Bockarie, der sich auf der Flucht am Grenzübergang Sierra Leone/Liberia befand, von Grenzwächtern erschossen wurde. Am 2. Juni 2003 wurde eine Kopie des Totenscheines von Sam Bockarie angefertigt. 
Inoffiziellen Berichten zufolge wurde er auf Befehl von Charles Taylor, der wusste, dass Bockarie gegen ihn vor Gericht aussagen würde, wenn er ihn ausliefern lassen würde, in Liberia getötet. Taylor soll einen liberianischen Militär namens Benjamin Yeaten beauftragt haben, Bockarie zu ermorden. Benjamin Yeaten gab vor, Bockarie und seinen Leibwächtern verschiedene Ortschaften und mögliche Verstecke zu zeigen. Dies war allerdings nur ein Vorwand, um so den nichtsahnenden Bockarie ohne größere Hindernisse zu töten. Die Leiche wurde den Behörden nicht übergeben, sondern laut einer Zeugenaussage von Benjamin Yeaten mit einem Pickup nach Monrovia gefahren, um dort Charles Taylor präsentiert zu werden.
Am 8. Dezember 2003 wurde auf Entscheidung des Sondergerichtshofs für Sierra Leone die Anklage fallengelassen und das Verfahren somit beendet.